# Anura Kumara Dissanayake
Anura Kumara Dissanayake (tiếng Sri Lanka: අනුර කුමාර දිසානායක/Anura Kumāra Disānāyaka; sinh ngày 24 tháng 11 năm 1968), thường được gọi bằng tên viết tắt AKD, là một chính trị gia người Sri Lanka, hiện là đương kim tổng thống Sri Lanka thứ mười từ năm 2024. Ông Dissanayake là tổng thống Sri Lanka đầu tiên được bầu trong vòng bỏ phiếu thứ hai và là người đầu tiên không phải là thành viên của các đảng truyền thống của Sri Lanka. Dissanayake được mô tả trên phương tiện truyền thông như một người theo chủ nghĩa Marx và tân Marx, cũng như một người theo chủ nghĩa thực dụng. Ông tranh cử năm 2024 với cương lĩnh chống tham nhũng và chống đói nghèo, ông định vị khu vực tư nhân là động lực tăng trưởng, tuy nhiên, lập trường của ông về đàm phán nợ vẫn chưa rõ ràng.

## Sự nghiệp
Sinh ngày 24 tháng 11 năm 1968 tại làng Galewela ở tỉnh Trung tâm của Sri Lanka, Dissanayake chuyển đến sống cùng gia đình tại làng Thambuththegama ở Tỉnh Bắc Trung Bộ vào năm 1972. Khi còn là sinh viên tại Đại học Peradeniya, ông đã gia nhập Liên minh sinh viên xã hội chủ nghĩa, chi nhánh sinh viên của Janatha Vimukthi Peramuna (JVP) khi còn là sinh viên khi Hiệp định Ấn Độ-Sri Lanka được ký kết vào năm 1987 và tham gia vào hoạt động bí mật hoạt động cách mạng cho đến khi ông buộc phải hoạt động bí mật do các mối đe dọa từ các hoạt động chống nổi loạn do chính phủ tiến hành. Một năm sau, ông chuyển đến Đại học Kelaniya. Sau khi được trao bằng cử nhân khoa học tại Đại học Kelaniya năm 1995, ông được bầu làm người tổ chức quốc gia của Liên minh sinh viên xã hội chủ nghĩa năm 1997. Dissanayake được bầu vào Ủy ban Trung ương của JVP vào năm 1997. 
Sau đó, ông được bổ nhiệm vào Bộ Chính trị JVP vào năm 1998 và tham gia Quốc hội Sri Lanka từ năm 2000. Ông được bầu vào quốc hội trong Cuộc bầu cử quốc hội Sri Lanka năm 2004 tại đơn vị bầu cử quận Kurunegala với số phiếu bầu ưu tiên cao nhất và giữ chức vụ Bộ trưởng Bộ Nông nghiệp, Chăn nuôi, Đất đai và Thủy lợi từ năm 2004 đến năm 2005. Năm 2008, ông được bổ nhiệm làm lãnh đạo của JVP tại quốc hội. Ông lại gia nhập Quốc hội thông qua danh sách quốc gia vào năm 2010. Năm 2014, ông trở thành lãnh đạo của JVP. Ông Dissanayake đã ra tranh cử tổng thống trong cuộc bầu cử tổng thống năm 2019 và giành vị trí thứ ba với 3% số phiếu bầu. Ông đã ra tranh cử một lần nữa trong cuộc bầu cử tổng thống Sri Lanka năm 2024 và được bầu làm Tổng thống Sri Lanka vào ngày 22 tháng 9 năm 2024, trở thành tổng thống đầu tiên được bầu từ một đảng thứ ba. Về đối ngoại, ông Dissanayake đã chỉ ra rằng Sri Lanka có ý định trở thành thành viên BRICS vốn do chính phủ tiền nhiệm khởi xướng. Mặc dù được mời tham dự Hội nghị thượng đỉnh BRICS lần thứ 16 tại Kazan vào tháng 10 năm 2024, nhưng ông Dissanayake đã không thể tham dự do cuộc bầu cử ở nước này và thay vào đó sẽ cử một phái đoàn đến hội nghị thượng đỉnh. Sri Lanka đã bác bỏ nghị quyết của Hội đồng Nhân quyền Liên hợp quốc vào tháng 10 năm 2024 về cơ chế thu thập bằng chứng bên ngoài, nêu rằng Dissanayake có mục đích "làm cho các cơ chế trong nước đáng tin cậy và lành mạnh".